# 서울 야누스
"서울 야누스"(Seoul Janus)는 한국에서 제작된 김영한 감독의 1991년 영화이다. 하재영 등이 주연으로 출연하였고 임상돈 등이 제작에 참여하였다.

## 출연

### 주연
- 하재영
- 강혜지
- 손상숙
- 최민

### 조연
- 문동근
- 이진수
- 유명순
- 이광재
- 김영주
- 정온숙
- 이원하
- 이소희
- 조예숙
- 이희정
- 김헌준
- 김규태
- 한산
- 김경승
- 김숭욱
- 최영호
- 이은정

## 기타
- 촬영부: 유재환
- 촬영부: 임상범
- 촬영부: 이상진
- 조명: 이민부
- 조명부: 조대영
- 조명부: 황순옥
- 조명부: 김형철
- 조연출: 전규환
- 미술: 김보한
- 특수효과: 김철석
- 분장: 이주혜
- 효과: 손민호